# Ręków

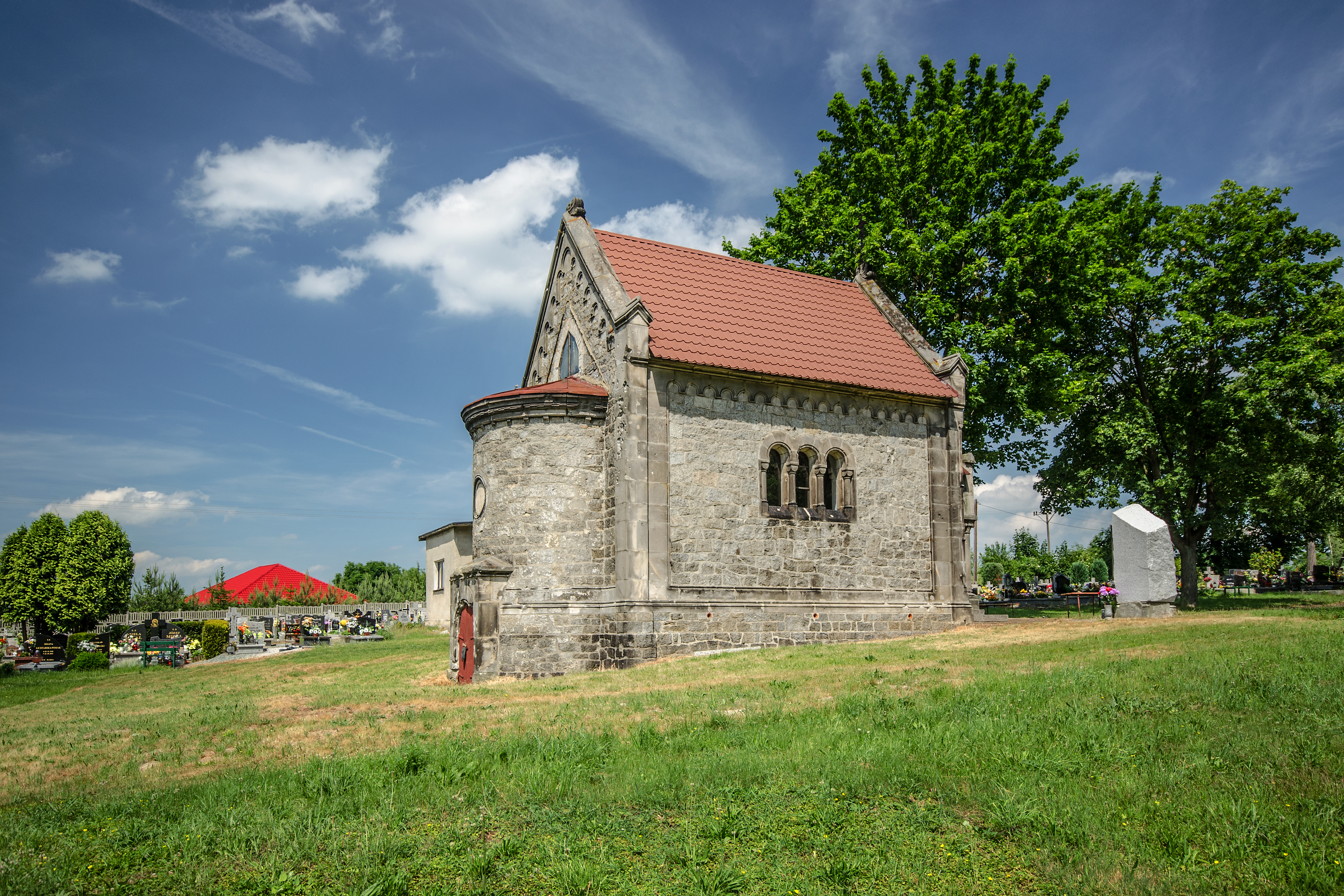
Erbgruft der Gräflich Harrach'schen Familie zu Rankau (Ręków)

Ręków (deutsch Rankau, schlesisch Ranke) ist ein Ort in der Stadt- und Landgemeinde Sobótka (Zobten), im Powiat Wrocławski (Kreis Breslau) der Woiwodschaft Niederschlesien in Polen.

## Lage
Nachbarorte sind Stary Zamek (Altenburg) im Westen, Solna und Olbrachtowice (Albrechtsdorf) im Norden, Damianowice (Damsdorf) im Osten.

## Geschichte
Erstmals erwähnt wurde Rankau im Jahre 1342 in einer Urkunde des Münsterberger Herzogs Nikolaus dem Kleinen. Der Ortsname lässt auf eine slawische Gründung schließen, die im Zuge der Ostkolonisation nach Deutschem Recht ausgesetzt wurde. Es gehörte zum  Herzogtum Brieg, das 1311 aus dem Herzogtum Breslau ausgegliedert worden war und seit 1329 ein Lehen der Krone Böhmen war. Nach dem Tod des Herzogs Georg Wilhelm I., mit dem das Geschlecht der Schlesischen Piasten 1675 erloschen war, fiel Rankau zusammen mit dem Herzogtum Brieg durch Heimfall an den böhmischen Landesherrn zurück. Nach dem Ersten Schlesischen Krieg fiel es 1742 mit dem größten Teil Schlesiens Preußen. Nachfolgend gehörte Rankau bis zu seiner Auflösung 1932 zum Kreis Nimptsch. 1845 wurde das Dorf in zwei Anteile unterteilt:
1. Anteil: Lothar Gustav Hermann Leopold Oskar von Schickfus und Neudorf gehörend: 60 Häuser, ein herrschaftliches Schloss und Vorwerk 480 Einwohner (31 katholisch und der Rest evangelisch), eine evangelische Pfarrkirche mit Pfarrwidum (Patron von Kirche und Schule Schickfus), eingepfarrt Rankau, Albrechtsdorf, Damsdorf, Duckwitz, Sägewitz, Borankwitz, Buchwitz, Gnichwitz, Guhrwitz, Puschkowe, Sachwitz, Schauerwitz, Schiedlagwitz, Schönbankwitz, Seschwitz, Wirrwitz, Jäschwitz, Stein, Strachau, Altenburg, Christelwitz, Michelsdorf, Mörschwitz, Queitsch und Rosenthal; eine evangelische Schule mit einem Lehrer und einem Hilfslehrer, katholische Kirche zu Wirrwitz, eine Windmühle, eine Brauerei, eine Brennerei, 23 Handwerker und vier Händler.
2. Anteil: Bis zur Säkularisation das Stift St. Klara in Breslau, darauf dem königlichen Rentamt Nimptsch gehörend: Zehn Häuser und 83 evangelische Einwohner, gepfarrt zu Rankau.[1]

Im Zuge von Sparmaßnahmen nach der Weltwirtschaftskrise wurde der Kreis Nimptsch zum 1. Oktober 1932 aufgelöst und die Gemeinde Rankau dem Kreis Breslau eingegliedert, mit dem es bis 1945 verbunden blieb.
Als Folge des Zweiten Weltkriegs fiel Rankau mit dem größten Teil Schlesiens 1945 an Polen. Nachfolgend wurde es in Ręków umbenannt. Die einheimische deutsche Bevölkerung wurde – soweit sie nicht schon vorher geflohen war – vertrieben. Die neu angesiedelten Bewohner waren teilweise Zwangsumgesiedelte aus Ostpolen, das an die Sowjetunion gefallen war. Heute ist Ręków Teil der Landgemeinde Sobótka. Von 1975 bis 1998 gehörte Ręków zur Woiwodschaft Breslau.

## Sehenswürdigkeiten
- Die evangelische Pfarrkirche wurde 1945 zerstört, erhalten blieb der Friedhof mit zwei Grabkapellen aus dem 19. Jahrhundert.